# Хайдар, Аминату
Аминату Хайдар (род. 24 июля 1966 г.) — активистка, выступающая за независимость Западной Сахары. За проводившиеся ею ненасильственные протесты стала известна как «сахарская Ганди» и «сахарская Пассионария». Неоднократно арестовывалась, в 1987—1991 и 2005—2006 годах находилась в тюрьме. Большое внимание прессы по всему миру привлекла голодовка Аминату Хайдар в 2009 году.

## Биография
Аминату Хайдар родилась в городе Акка. Но своё детство она провела в городе Эль-Аюн, значительную часть населения которого составляют сахарави, там же она прожила большую часть жизни. Хайдар не является членом фронта Полисарио, но считает, что эта организация является единственным представителем народа сахарави.
В 1987 году Аминату Хайдар принимала участие в ненасильственных протестах против марокканского правительства, управляющего регионом. После этого она, как и многие другие активисты, была арестована и до 1991 года содержалась в тюрьме без предъявления обвинения. По данным представительницы Центра Роберта Ф. Кеннеди по правам человека Керри Кеннеди, Хайдар во время содержания в тюрьме испытывала недостаток еды и сна, подвергалась воздействию электрошока и избиениям, а также «более худшему».
Марокканские власти никак не прокомментировали арест Аминату Хайдар. Amnesty International заявила, что она была арестована за мирное выступление в поддержку самоопределения Западной Сахары.
17 июня 2005 года Аминату Хайдар была атакована полицией, когда она направлялась на демонстрацию в поддержку независимости Западной Сахары. После этого инцидента Хайдар наложили 12 швов на голову, затем она была арестована полицией и обвинена в «участии в насильственных действиях и подстрекательстве», а также «принадлежности к незаконной организации». После этого Аминату Хайдар была посажена в секретную тюрьму в Эль-Аюне. С 8 августа по 29 сентября Хайдар проводила голодовку, требуя проведения расследования пыток арестованных активистов, а также улучшения условий содержания.
14 декабря Аминату Хайдар была приговорена к 7 месяцам тюремного заключения. По данным «Международной Амнистии», «суд … может считаться несправедливым. Его организация последовательно укрепляет веру в то, что семеро правозащитников могут считаться узниками совести». 27 октября 2005 Европейский парламент опубликовал резолюцию, в которой осудил приговор, вынесенный Хайдар, и призвал освободить её, Али Салема Тамека, а также 37 других политических заключённых.
17 января 2006 года Аминату Хайдар была выпущена из тюрьмы в связи с истечением срока заключения. После освобождения она заявила, что «радость [от освобождения из тюрьмы] не может быть полной был освобождения всех сахарских политических заключённых и без освобождения всех территорий родины, всё ещё находящейся под оккупацией угнетателя».
13 ноября 2009 года Аминату Хайдар была задержана властями Марокко в аэропорту Эль-Аюна, когда возвращалась из поездки на остров Лансароте, поскольку Хайдар отказалась при въезде указать в графе «гражданство» «Марокко». Власти запретили ей обратный въезд, отобрали паспорт и отправили обратно на Канарские острова. Двое испанских журналистов, сопровождавших её, также были задержаны на несколько часов. Власти Марокко заявили, что считают действия Хайдар государственной изменой и не позволят ей вернуться обратно до тех пор, пока она не принесёт извинений. Позднее испанская газета «El País» опубликовала документы, согласно которым правительство Марокко забронировало для Хайдар места на трёх самолётах ещё до её прилёта, что указывает на то, что её намеревались выслать заранее.

### Личная жизнь
Разведена, двое детей, Хаят и Мохаммед.